# Adrian Henri Vital van Emelen
Adrian Henri Vital van Emelen fue un pintor y escultor belga-brasileño, nacido el 10 de octubre de 1868 en Lovaina, Bélgica y fallecido el 27 de julio de 1943 en São Paulo.

## Datos biográficos
No hay fuentes encontradas de cómo vivió el artista en su infancia, adolescencia y juventud; su biografía académica y artística comienza en 1920, cuando Van Emelen, que contaba con más de cincuenta años, dejó su tierra natal y se instaló en Sao Paulo. Este cambio se debió a los reiterados llamamientos de dos hombres que gozaban de gran prestigio en la época. El primero fue don Miguel Kruse, abad del Monasterio de São Bento y el segundo, el historiador Alfonso d'Escragnolle Taunay en ese momento director del industrioso Museo Paulista, en la actualidad incorporado en la Universidad de São Paulo y popularmente conocido como Museu do Ipiranga. Ambos, comprometidos en dotar a las instituciones que dirigían de obras de arte para valorizarlas, estaban buscando artistas de reconocido prestigio.

### En el Monasterio de São Bento
En el Monasterio de São Bento, Van Emelen sólo dejó esculturas. Son suyas las figuras de los doce apóstoles, con dos metros y medio de altura, colocadas en la nave central de la iglesia benedictina. Asimismo, es autor de la Piedad, situada en las capillas laterales y además de las imágenes de Santa Ana y Santa Gertrudis.
Consta que es el autor de las pinturas al fresco sacras, de la Iglesia de São José de Ipiranga.

### En el Museo Paulista
Para el Museo Paulista, Van Emelen talló estatuas de los pioneros Manuel Preto y Francisco de Brito Peixoto, respectivamente, exploradores y colonos de los futuros estados de Paraná y Rio Grande do Sul; fue también el autor de muchos cuadros de carácter histórico, como Escena puerto de Santos - Cena do porto de Santos(1826) y Tropeiros à beira da estrada (1930), esta última instalada en la sala de iconografía de la antigua Sao Paulo . En la investigación realizada en el Museo, se encontró que aún quedan por encontrar las siguientes pinturas al óleo : Centenario de Porto Feliz (sin fecha), Rancho en la carretera de Sorocaba (1930), Caboclos do Sertão do Tietê (1930) y Antiguas arcadas (sin fecha).

### En la Pinacoteca del Estado
El nombre de Van Emelen también aparece en la colección de la Pinacoteca del Estado de São Paulo, rico museo paulista, ubicado en el barrio de la Luz, famoso por su extensa colección de pinturas y esculturas de artistas que han vivido en el Estado o en Brasil.
El catálogo publicado en 1955, registró como pertenecientes a esa institución dos lienzos: la Academia de Derecho y Paisaje. Este último, de acuerdo con el libro anterior, había sido enviado en préstamo, para la decoración del Palácio dos Campos Elísios de Sao Paulo, en esa época sede del gobierno estatal. Sin embargo, más adelante, en el catálogo fechado en 1988, no aparece ningún registro del paisaje. De los dos cuadros sólo el primero de los dos anteriormente citados sigue conservado en la colección (n°1376). Se puede conjeturar que la obra se ha perdido o ha sufrido graves daños. Esto realmente sucedió con cierta frecuencia en relación con pinturas de la Pinacoteca que en ese momento, fueron cedidas para decorar habitaciones de otros departamentos del gobierno estatal. Para evitar mayores pérdidas, los trabajos asignados a préstamos fuera de la Pinacoteca, fueron recogidos y se encuentran ahora en la colección de la institución.